# QTmedia
株式会社QTmedia（キューティーミディア）は、九州電力の子会社QTnetによる子会社化後、2020年4月1日付けで株式会社コアラから社名変更を行った。九州電力・QTnetグループの「デジタルリードエージェンシー」をうたっている。

## 概要
- 1985年に任意団体大分パソコン通信アマチュア研究協会として発足したのが始まりである。コアラという名称はその頭文字(Computer Communication of Oita Amateur Research Association)に由来。
- 当初はパソコン通信サービスを提供しており、パソコン通信が主流の頃には「地域ネットの代表格」[要出典]。と呼ばれていた。
- パソコン通信は実名主義で運営されている。
- パソコン通信時代から「コアラナイト」というオフ会を毎月行っている(会員でなくても参加可能)。
- 2000年に株式会社組織に改められた。
- 大分県大分市に支社を置き、福岡県福岡市に本社を置いている。
- 佐賀県武雄市の電子図書館サービスの開発を行っている。

## 沿革
- 1985年5月 - 「大分パソコン通信アマチュア研究協会」発足。
- 1989年 - 「豊の国ネット」構築。
- 1993年3月 - 「ニューコアラ」に改組。
- 1994年7月 - 日本国内では東京以外で最初のISPサービス開始。
- 1999年12月 - 日本で最初のNTT電話網を利用した世界初の電話重畳利用型ADSLサービス開始。
- 2000年6月 - 株式会社コアラとして発足。
- 2010年12月 - 累積赤字解消のため、3億9750万円から1億6000万円に減資
- 2011年4月 - 電子図書館サービス「武雄市MY図書館」の実証実験を開始。
- 2019年 - QTnetによる子会社化、福岡市へ本社移転
- 2020年4月 - QTmedia（キューティーミディア）へ社名変更
- 2021年9月 - 同年12月31日に各種インターネットサービス等の提供を終了する旨告知[3]